# Gaspard Ulliel

Hannibal Lecterként

Gaspard Ulliel (Neuilly-sur-Seine, 1984. november 25. – Centre hospitalier universitaire de Grenoble, 2022. január 19.) kétszeres César-díjas francia színész és modell.
Legismertebb alakítása a fiatal Hannibal Lecter volt a Hannibál ébredése (2007) című filmben.

## Gyermekkora és családja
Producer édesanya és stylist édesapa egyetlen gyermekeként a párizsi divatvilág árnyékában nőtt fel. Jellegzetes sebhelyét egy kutyatámadás okozta: egy dobermann karmolta meg, miután a hatéves fiú megpróbált lovagolni rajta.
12 évesen édesanyja egyik barátja, aki tehetséges gyerekeket keresett, felfigyelt rá és a közreműködésével kisebb szerepekhez jutott tévéfilmekben. A színészet mellett a szülők nem akarták, hogy tanulmányait elhanyagolja, így már nagyon fiatalon elvégezte a Cours Florent színiiskola kurzusát. A középiskolai tanulmányokat követően a Saint-Denis Egyetemen filmművészetet tanult.

## Pályafutása
1997-ben szerepet kapott a Nő fehérben című minisorozatban, majd az 1998-as Alias című rövidfilmben. 2001-ben következett a Farkasok szövetsége, melyben Monica Belluccival és Vincent Cassellel játszott együtt. A film után figyelt fel rá Michel Blanc rendező, aki felajánlotta Szerelmi bonyodalmak című rendezésében Loïc szerepét. Ezzel Ullielt César-díjra jelölték a legígéretesebb fiatal színész kategóriában. 
2003-ban André Téchiné rendező felkérte Yvan szerepére a Kallódók című művébe, melyben Emmanuelle Béart szeretőjét alakította. A filmet a Cannes-i fesztiválon Arany Pálma díjra jelölték és Ulliel újabb César-jelölést szerzett, az előzőhöz hasonló kategóriában. Még ugyanebben az évben következett a Peter Greenaway által rendezett Tulse Luper bőröndjei, 2. rész: Vauxtól a tengerig Isabella Rossellinivel és Franka Potentével. 2004-ben Audrey Tautou mellett láthattuk a Hosszú jegyesség című romantikus háborús filmben Manech szerepében. A film elnyerte a kritikusok és a közönség tetszését, alakításáért a színész átvehette a legígéretesebb fiatal színésznek járó César-díjat. 2006-ban a Párizs, szeretlek! című szkeccsfilm egyik jelenetében tűnt fel, melyet húsz rendező rövidfilmjeiből állítottak össze.  
2007-ben jött el a nemzetközi áttörés a karrierjében az ifjú Hannibal Lecter szerepén keresztül. A Hannibal ébredése című filmet Peter Webber rendezte. Gaspard többszöri felkérés után mondott igent a szerepre, mivel nem tartotta jó ötletnek, hogy Anthony Hopkins zseniális karakterformálása után belebújjon Lecter bőrébe. Végül a rendező Peter Webber elmondta neki elképzeléseit, amivel meggyőzte Ullielt, hogy igent mondjon. Ez volt az első szerepe, amit angol nyelven kellett eljátszania. A forgatás előtt egy hónapig tanárhoz járt gyakorolni a helyes kiejtést, hogy a lehető leghitelesebben tudja mondani a szöveget. Alakítását sokan (a méltán híres) Anthony Hopkins Hannibáljához mérték, így vegyes fogadtatásban részesült. Bár azt a legelmélyültebb Lecter fanatikusok is belátták, hogy remek teljesítményt nyújtott, annak ellenére, hogy egy már kultusszá kinőtt karaktert kellett újraformálnia. 
Ugyanebben az évben bemutatták a Szegények hercege című filmet Laurent Boutonnat rendezésében. 2009-ben három másik filmben is szerepelt – Ultimatum,The Vintner's Luck (melyben egy angyalt játszik) és A belső kör című akciófilm, utóbbiban Jean Reno volt a partnere. 2010-ben Bertrand Tavernie szerepet ajánlott neki a Montpensier hercegnő című kosztümös filmben, ahol Mélanie Thierry oldalán tűnt fel. A filmet Madame de La Fayette 17. századi novellájának egy átdolgozásából készítették. A film forgatása alatt Ulliel megtanult lovagolni és a lovaglás közbeni harcjelenetekbe is beleedződött. 
2011-ben A szerelem művészete című filmben kapott egy kisebb szerepet. 2012-ben Az öt legenda című animációs film francia szinkronjában kölcsönözte Jack Frost (Dér Jankó) hangját. 2014-ben a Bertrand Bonello rendezésében készült Saint Laurent című életrajzi filmben, mely Yves Saint-Laurent divatlegenda életéről szól, címszerepet kapott. Nem kis felháborodást váltott ki, hogy épp egy Chanel modell alakítja a divattervezőt. A film a divat vitathatatlan egyéniségének életének tizenhat évét mutatja be, azaz a kezdetektől az 1960-as évektől egészen az 1976-os hírhedt orosz kollekciójának bemutatásáig.

### Modellként
Gaspard Ulliel ugyanolyan ismert a modellvilágban, mint a filmes szakmában. Többek között szerepelt a GQ, a L’Express Style, a Dazed és a Vogue címlapján is. A 2008-as Longchamp kampányban Kate Moss mellett tűnt fel. 2010-ben a Chanel új, Bleu de Chanel nevű illatának az arca lett, melynek reklámfilmjét Martin Scorsese rendezte.

## Halála
2022. január 19-én síbalesetben vesztette életét.

## Válogatott filmográfia

### Film

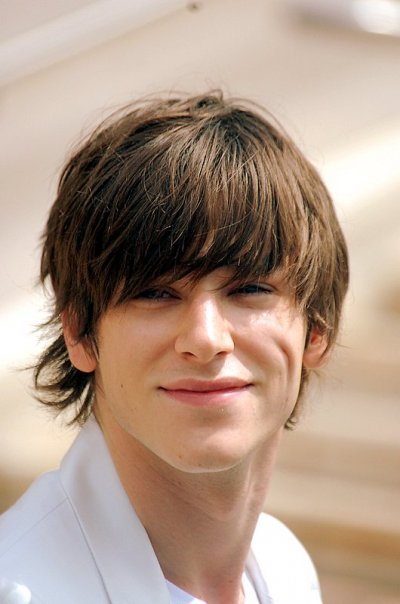
A 2006-os Cannes-i fesztiválon

| Év   | Magyar cím                                         | Eredeti cím                                        | Szerep                      | Magyar hang      |
| ---- | -------------------------------------------------- | -------------------------------------------------- | --------------------------- | ---------------- |
| 1999 |                                                    | Alias (rövidfilm)                                  | Nicolas Trajet              |                  |
| 2001 | Farkasok szövetsége                                | Le Pacte des Loups                                 | Louis                       |                  |
| 2002 | Szerelmi bonyodalmak                               | Embrassez qui vous voudrez                         | Loïc                        |                  |
| 2003 | Kallódók                                           | Les Égarés                                         | Yvan                        |                  |
| 2004 | Tulse Luper bőröndjei, 2. rész: Vauxtól a tengerig | The Tulse Luper Suitcases, Part 2: Vaux to the Sea | Leon                        |                  |
| 2004 | Hosszú jegyesség                                   | Un long dimanche de fiançailles                    | Manech Langonnet            | Haumann Máté     |
| 2004 |                                                    | Le dernier jour                                    | Simon                       |                  |
| 2005 | Nina otthona                                       | La maison de Nina                                  | Izik                        |                  |
| 2006 | Párizs, szeretlek!                                 | Paris, je t'aime                                   | Gaspard                     | Baráth István    |
| 2007 | A szegények hercege                                | Jacquou le croquant                                | Jacquou                     | Haumann Máté     |
| 2007 | Hannibál ébredése                                  | Hannibal Rising                                    | Hannibal Lecter             | Varga Gábor      |
| 2009 | A belső kör                                        | Le Premier Cercle                                  | Anton Malakian              |                  |
| 2010 | Montpensier hercegnő                               | La Princesse de Montpensier                        | I. Henrik guise-i herceg    |                  |
| 2011 | A szerelem művészete                               | L'art d'aimer                                      | William                     | Minárovits Péter |
| 2012 | Az öt legenda                                      | Les Cinq Légendes                                  | Jack Frost (francia hangja) |                  |
| 2014 | Saint Laurent                                      | Saint Laurent                                      | Yves Saint-Laurent          |                  |
| 2016 | Ez csak a világ vége                               | Juste la fin du Monde                              | Louis                       |                  |
| 2018 | Egy ország, egy király                             | Un peuple et son roi                               | Basile                      |                  |
| 2019 | Szex és pszichoanalízis                            | Sibyl                                              | Igor                        |                  |
| 2022 |                                                    | Coma                                               | Scott (hangja)              |                  |
| 2022 | Hélène döntése                                     | More Than Ever                                     | Matthieu                    |                  |

### Televízió
| Év   | Magyar cím                 | Eredeti cím                   | Szerep                 | Megjegyzések                               |
| ---- | -------------------------- | ----------------------------- | ---------------------- | ------------------------------------------ |
| 1997 | Emancipált testőrszolgálat | Mission protection rapprochée | Olivier Rousseau       | 1 epizód                                   |
| 1998 |                            | Bonnes vacances               | Joël                   | tévéfilm                                   |
| 1999 |                            | Le Refuge                     | Quentin                | 1 epizód                                   |
| 1999 |                            | La Bascule                    | Olivier Baron          | tévéfilm                                   |
| 1999 |                            | Juliette                      | Nicolas Dastier        | tévéfilm                                   |
| 2000 | Fogócska a boldogsággal    | L'Oiseau rare                 | Gaspard                | tévéfilm                                   |
| 2000 |                            | Julien l'apprenti             | Julien 14 évesen       | tévéfilm                                   |
| 2006 |                            | Navarro                       | Thierry Morlaas        | 1 epizód                                   |
| 2009 |                            | Myster Mocky présente         | több szerep            | 1 epizód                                   |
| 2016 |                            | Vadim Mister Cool             | narrátor               | 1 epizód                                   |
| 2017 |                            | Calls                         | Thomas                 | 1 epizód                                   |
| 2019 | Kétszer volt, hol nem volt | Twice Upon a Time             | Vincent Dauda          | minisorozat (4 epizód)                     |
| 2021 |                            | La Vengeance au Triple Galop  | Danley Marchal-Widkins | tévéfilm                                   |
| 2022 | Holdlovag                  | Moon Knight                   | Anton Mogart           | - 1 epizód - magyar hangja: - Haumann Máté |